# 1927 au Canada
Pour un article plus général, voir Chronologie du Canada.
Cet article traite des événements qui se sont produits durant l'année 1927 au Canada.

## Événements
- 27 janvier : l'incendie du cinéma Palace Laurier, à Montréal, fera 88 victimes dont 77 enfants.

### Politique
- 1er mars : le Conseil privé britannique tranche un litige côtier et décide d'octroyer le Labrador (110 000 km²) au dominion de Terre-Neuve, qui ne fait pas encore partie du dominion du Canada.

- 16 mai : Louis-Alexandre Taschereau (libéral) est réélu Premier ministre du Québec.

- 28 mai : le gouvernement de William Lyon Mackenzie King met sur pied le premier régime de pension de vieillesse.
- Visite royale des princes Édouard de Galles et George à Ottawa, Toronto sauf Pekisko qui fut visité seulement par Édouard.

### Justice
- Les Célèbres cinq demandent à la cour suprême de confirmer si les femmes sont des personnes.

### Sport
- Première édition du Brier qui est le championnat masculin de curling au pays.

### Économie
- Fondation de Flin Flon au Manitoba. Développement de mines de cuivre et de zinc.

### Science
- Arthur Sicard invente la souffleuse à neige.
- 20 mai : lors de sa traversée de l'Atlantique, Charles Lindbergh survole à bord du Spirit of Saint Louis les provinces de Nouvelle-Écosse et Terre-Neuve, concrétisant ainsi que le chemin le plus court en avion pour relier l'Amérique à L'Europe doit passer par le nord-est du Canada.
- Wallace Rupert Turnbull met au point l'hélice à pas variable.

### Religion
- 24 février : Raymond-Marie Rouleau devient archevêque de Québec. Il sera nommé cardinal à la fin de l'année.

## Naissances
- 4 janvier : Paul Desmarais (père), homme d'affaires et milliardaire.
- 24 janvier : Phyllis Lambert, architecte.
- 25 janvier : Gildas Molgat, homme politique.
- 28 janvier : Sheila Finestone, politicienne.
- 30 janvier : Sterling Lyon, premier ministre du Manitoba.
- 3 mars : William Kurelek, artiste peintre et écrivain.
- 7 mars : Jean-Paul Desbiens, écrivain et religieux.
- 25 mars : Bill Barilko, joueur de hockey sur glace.
- 5 mai : Sylvia Fedoruk, lieutenante-gouverneure de la Saskatchewan.
- 14 mai : Frank Miller, premier ministre de l'Ontario.
- 17 juin : Jean-Robert Beaulé, politicien.
- 7 septembre : Claire L'Heureux-Dubé, juge à la Cour suprême du Canada.
- 3 octobre : Kenojuak Ashevak, artiste inuit.
- 3 novembre : Harrison McCain, homme d'affaires.
- 8 novembre : Peter Munk, homme d'affaires et philanthrope.
- 18 décembre : Roméo LeBlanc, gouverneur général du Canada.

## Décès
- 10 février : James Kidd Flemming, premier ministre du Nouveau-Brunswick.
- 3 juin : Henry Petty-FitzMaurice, gouverneur général du Canada.
- 7 juin : Edmund James Flynn, premier ministre du Québec.
- 17 août : John Oliver, premier ministre de la Colombie-Britannique alors qu'il était en fonction.
- 2 novembre : Charles Augustus Semlin, premier ministre de la Colombie-Britannique.